# مرد ارابه به‌دست (فیلم)
مرد ارابه بدست (انگلیسی: Man Push Cart) فیلمی مستقل به کارگردانی رامین بحرانی محصول سال ۲۰۰۵ کشور آمریکا است.

## داستان
چند شب از زندگی احمد که در گذشته ستارهٔ راک پاکستان بوده و اکنون مشغول فروش قهوه و چای در یک ارابهٔ دستی در آمریکا است.

## بازیگران
- احمد رضوی در نقش احمد
- لتیسیا دله‌را در نقش نائومی
- شانا دینا در نقش کارمند کلوب
- علیرضا فرحناکیان در نقش منیش
- چارلز دنیل ساندووال در نقش محمد
- فروغ محمد در نقش دوک

## بازخورد
راجر ایبرت منتقد شهیر آمریکا به این فیلم امتیاز کامل را داد و دربارهٔ آن گفت: این یک تجربه است … عاشقشم.